# Anthony Wells

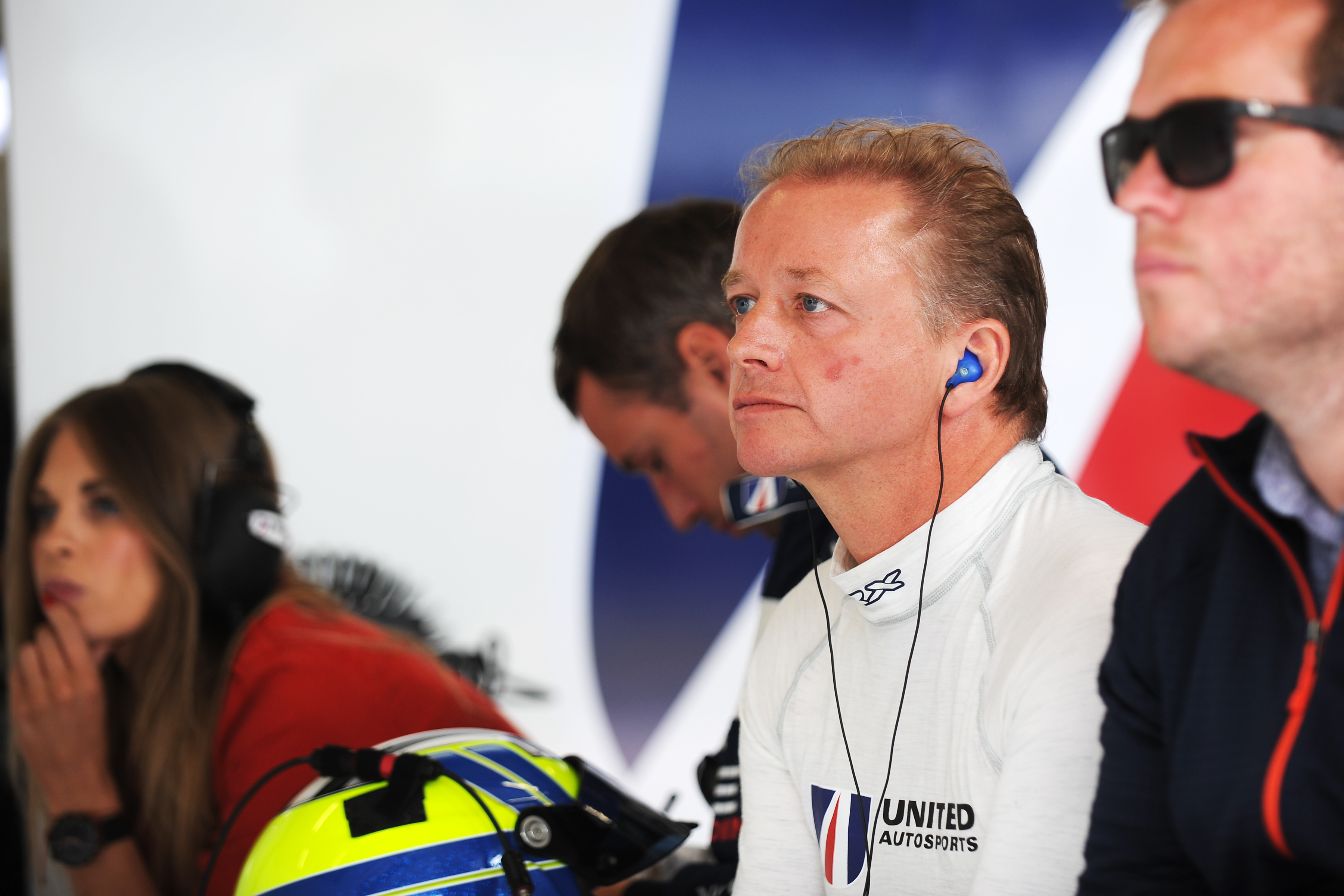
Anthony Wells 2018

Anthony „Tony“ Wells (* 13. September 1964 in Middlesbrough) ist ein britischer Autorennfahrer.

## Karriere als Rennfahrer
Anthony Wells’ Fahrerkarriere begann spät. Im Alter von 47 Jahren fuhr er 2011 sein erstes professionelles Autorennen im britischen Radical Cup Supersport. Diese Rennserie (Meister Stuart Moseley) beendete er an der dritten Stelle der Endwertung. Neben weiteren Einsätzen in den Radical Series startete er ab 2014 regelmäßig in der European Le Mans Series. Das beste Ergebnis in dieser Rennserie war der fünfte Rang in der LMP3-Klasse 2019. Erfolgreich war er in der Asian Le Mans Series, wo er nach dem 3. Endrang 2019 im Jahr darauf die LMP3-Klasse gewann.
2020 gab er sein Debüt beim 24-Stunden-Rennen von Le Mans. Gemeinsam mit Alex Kapadia und Garett Grist erreichte er im Oreca 07 von Nielsen Racing der 28. Rang im Schlussklassement.

## Statistik

### Le-Mans-Ergebnisse
| Jahr | Team           | Fahrzeug | Teamkollege  | Teamkollege  | Platzierung | Ausfallgrund |
| ---- | -------------- | -------- | ------------ | ------------ | ----------- | ------------ |
| 2020 | Nielsen Racing | Oreca 07 | Alex Kapadia | Garett Grist | Rang 28     |              |

### Einzelergebnisse in der FIA-Langstrecken-Weltmeisterschaft
| Saison  | Team           | Rennwagen | 1   | 2   | 3   | 4   | 5   | 6   | 7   | 8   |
| ------- | -------------- | --------- | --- | --- | --- | --- | --- | --- | --- | --- |
| 2019/20 | Nielsen Racing | Oreca 07  | SIL | FUJ | SHA | BAH | AUS | SPA | LEM | BAH |
| 2019/20 | Nielsen Racing | Oreca 07  |     |     |     | 28  |     |     |     |     |